# 소니 세미컨덕터

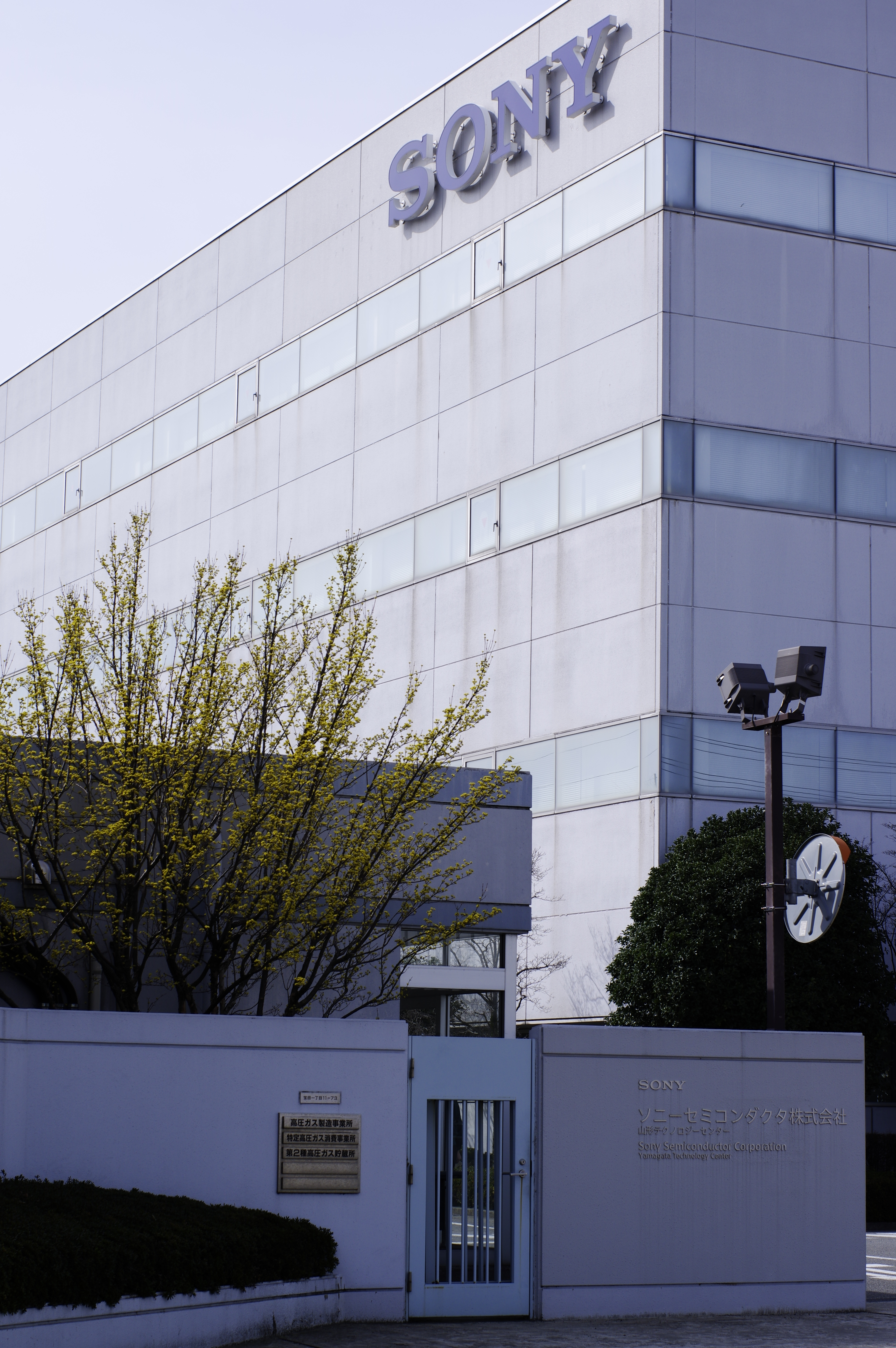
소니 세미컨덕터 야마가타 테크놀로지 센터

소니 세미컨덕터(영어: Sony Semiconductor Solutions 소니 세미컨덕터 솔루션스[*], 일본어: ソニーセミコンダクタソリューションズ株式会社)는 2016년 설립된 소니의 반도체 사업을 전담하는 자회사이다. CCD 세계 1위, CMOS 이미지 센서 세계 1위의 시장 지위를 누리고 있으며, 전세계 반도체 기업 매출 순위에서 20위권 내에 포함되는 기업이다.

## 주요 제품
- CCD - 2025년부터 생산 중단 예정
- CMOS 이미지 센서 (엑스모어)
- 컴팩트 라이다